# شهرك خيزان (كوهمرة خامي)
شهرك خیزان (بالفارسية: شهرک خیزان) هي قرية تقع في إيران في قسم كوهمرة خامي الريفي. يقدر عدد سكانها بـ 121 نسمة بحسب إحصاء 2016.